# Самурский хребет
Саму́рский хребе́т (лезг. Сарфунъял, рут. Самурад бан) — горная цепь на юге Дагестана, простирающаяся на 193 км с юго-запада на северо-восток по дугообразной оси. Относится к системе Бокового хребта Большого Кавказа. На западе стыкуется с хребтом Дюльтыдаг.
Наивысшая точка — г. Алахундаг (3849 м). Низшая точка — г. Хаки (1049 м). Является водоразделом для рек Самур и Гюльгерычай.

## Расположение
Самурский хребет расположен на юге республики Дагестан, на территории Рутульского, Ахтынского, Агульского, Курахского, Магарамкентского и Сулейман-Стальского районов. С юга вдоль хребта протекает река Самур. На территории Рутульского и Ахтынского районов, на промежутке сёл Лучек и Ахты, параллельно Самурскому, тянется Гельмец-Ахтынский хребет. От Ахтов и до конца хребта параллельны отроги горы Шалбуздаг.

## Геология
Горный хребет сложен в основном чёрными глинистыми сланцами, в ряде мест прорывающиеся крепчайшими известняками (скалы и вершины). На многих участках сланцевые породы перемежаются поясами твердого кристаллического песчаника слоями до 3-4 метров. Разрушенные породы образуют огромные осыпи и усыпанные крупным сланцевым щебнем плоскогорья.

## Климат
Климат умеренно континентальный, воздух не влажный. Зима мягкая, осадки выпадают мало. В горах морозы достигают −10 −18 °С. Лето жаркое, доходит до 38 °С. Духота отсутствует ввиду сухости воздуха.

## Растительный мир
Флора Самурского хребта представлена в основном, характерным для гор данного региона альпийскими и субальпийскими лугами, особо широко раскинувшимися в восточной части хребта, и лугостепями. Леса почти отсутствуют, имеющееся скудное покрытие лесами представлено лиственными деревьями: буком, грабом, клёном и дубом. Гребни хребта практически лишены всякой растительности.

## Вершины
Гребень Самурского хребта венчают вершины: Курудаг (3837 м), Амирсундухибаш (3826 м), Курапдаг (3724 м), Амир (3778 м), Унадаг (3695 м), Грысаль (3534 м), Ялак(3004), Гестинкиль (2788 м), Цокульдаг (3182 м).